# Kristian Setterwall
Nils Kristian Setterwall, född den 11 juni 1857 i Stockholm, död där den 6 juni 1930, var en svensk bibliograf.
Setterwall blev student vid Stockholms högskola 1878, extra ordinarie amanuens i Kungliga biblioteket 1890 och var 1908–1924 andre bibliotekarie där. I Historisk tidskrift publicerade han Förteckning öfver acta svecica i Calendars of state papers 1889. Som bilaga till "Historisk tidskrift" offentliggjorde Setterwall 1891-1925 en bibliografi över svensk historisk litteratur. Delvis på grundvalen av dessa årsbibliografier utgav han Svensk historisk bibliografi 1875–1900 (1907) och Svensk historisk bibliografi 1901–1920 (1923). I "Kyrkohistorisk årsskrift" 1903, 1908, 1912 och 1915 publicerade Setterwall Svensk kyrkohistorisk bibliografi 1900–1914. Jämte Erik Staaff utgav Setterwall Karl Staaff. Politiska tal samt några tal och inlägg vid skilda tillfällen (2 delar, 1918). Han var 1902–1907 ordförande i frisinnade landsföreningens arbetsutskott.